# Troféu Bill Masterton
O Troféu Memorial Bill Masterton é entregue anualmente ao jogador da National Hockey League que melhor demonstra as qualidades da perseverança, espírito esportivo e dedicação ao hóquei no gelo. O vencedor é escolhido por uma eleição entre da Associação dos Escritores do Hóquei Profissional após cada time indicar um jogador durante a competição. É geralmente premiado um jogador que voltou de uma doença ou lesão que ameaçou sua carreira ou, até mesmo, sua vida. Um jogador só pode receber o prêmio uma vez em sua carreira.

## História
O troféu é assim nomeado em homenagem a Bill Masterton, um jogador do Minnesota North Stars que morreu em 15 de janeiro de 1968 após jogar machucado durante uma partida de hóquei. Durante sua carreira de jogador, Masterton exibiu "em alto nível as qualidades de perseverança, espírito esportivo e dedicação ao hóquei". Foi entregue pela primeira vez ao fim da temporada regular de 1967–68. Ao fim da temporada de 2006-07 da NHL, jogadores do Montreal Canadiens, New York Rangers e Boston Bruins haviam vencido o troféu 4 vezes cada, enquanto os Los Angeles Kings haviam conseguido 3 prêmios.

## Vencedores

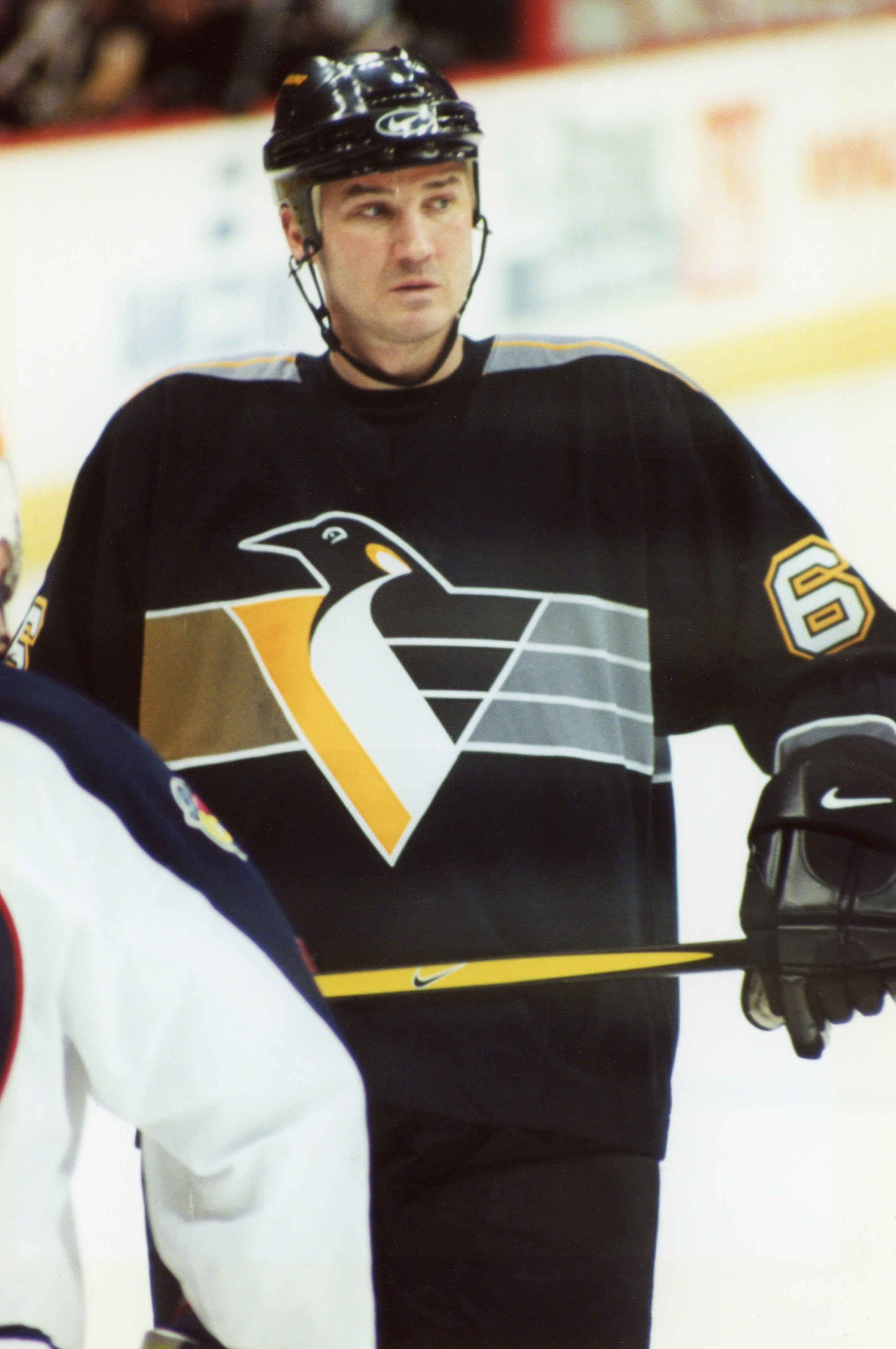
Mario Lemieux, o vencedor da temporada 1992-93.

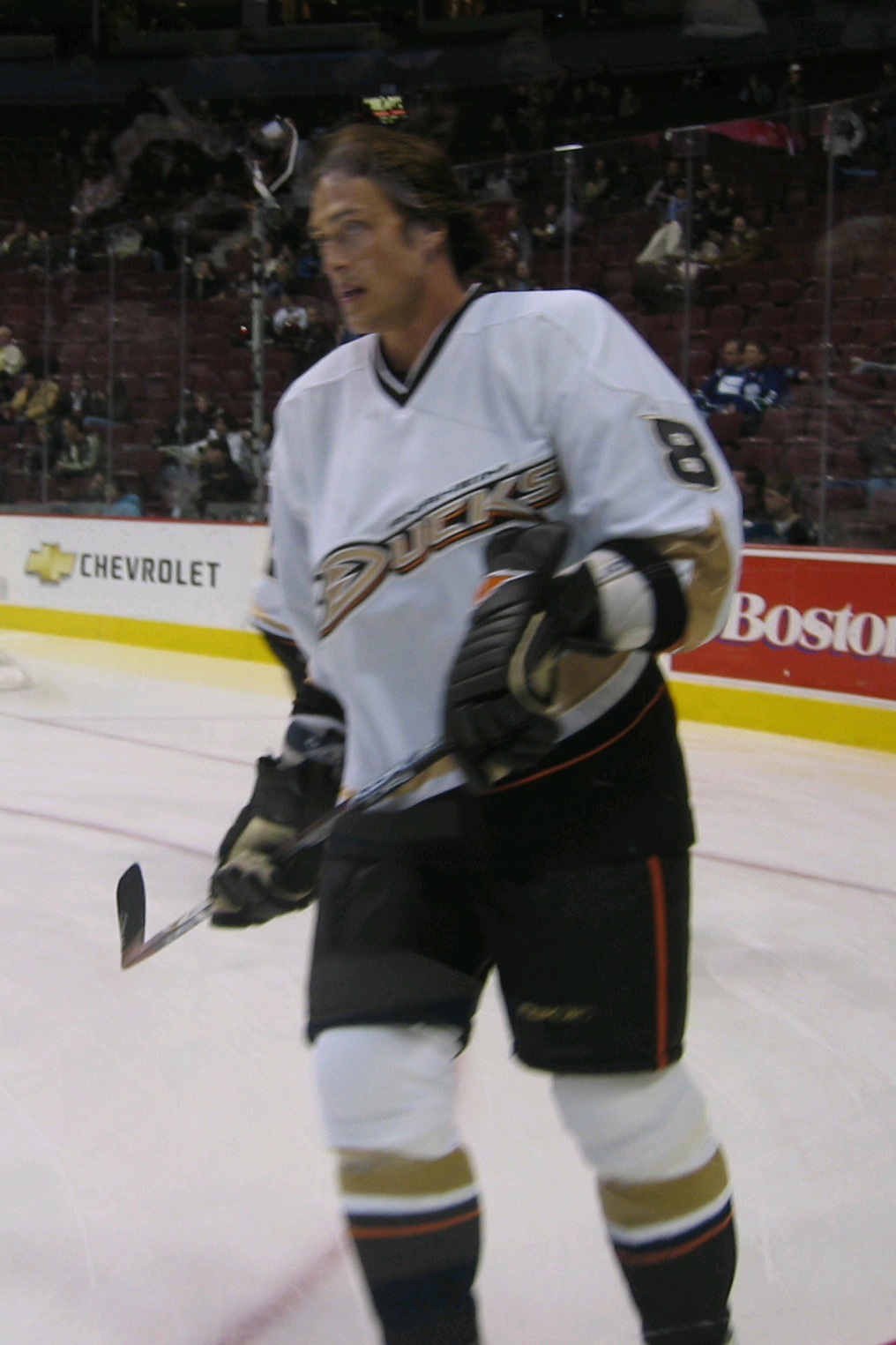
Teemu Selänne, o vencedor da temporada 2005-06

| Temporada | Vencedor                                | Time                    | Razões para a Vitória |
| --------- | --------------------------------------- | ----------------------- | --- |
| 1967-68   | Claude Provost                          | Montreal Canadiens      | "Incorporou à definição de perseverança e dedicação ao hóquei" em seus 15 anos de carreira. |
| 1968-69   | Ted Hampson                             | Oakland Seals           | Teve seu melhor ano em estatísticas em um time da expansão recente. |
| 1969-70   | Pit Martin                              | Chicago Black Hawks     | Após denunciar seu time no fim da temporada 1968-69 da NHL, Martin e seu time voltaram para o primeiro lugar, e Martin marcou 30 gols e 33 assistências para 63 pontos. |
| 1970-71   | Jean Ratelle                            | New York Rangers        | Um veterano de 20 anos na NHL, ele venceu o troféu por uma "dedicação em sua vida para um hóquei forte e limpo". |
| 1971-72   | Bobby Clarke                            | Philadelphia Flyers     | Superou diabetes para jogar na NHL. |
| 1972-73   | Lowell MacDonald                        | Pittsburgh Penguins     | Superou uma lesão grave nos ligamentos e cartilagens do joelho e marcou 34 gols e 41 assistências para 75 pontos na temporada 1972-73 da NHL. |
| 1973–74   | Henri Richard                           | Montreal Canadiens      | Esse prêmio honrou sua carreira de 11 Stanley Cups. |
| 1974–75   | Don Luce                                | Buffalo Sabres          | Premiado por sua perseverança e dedicação, após um aumento de 38 pontos em relação à temporada anterior. |
| 1975–76   | Rod Gilbert                             | New York Rangers        | Supu uma severa lesão nas costas no início de sua carreira. |
| 1976–77   | Ed Westfall                             | New York Islanders      | Premiado por ser um bom líder. |
| 1977–78   | Butch Goring                            | Los Angeles Kings       | Participou da NHL apesar de peso e estatura abaixo da média, e teve boas temporadas de forma consistente. |
| 1978–79   | Serge Savard                            | Montreal Canadiens      | Premiado pela "dedicação ao hóquei", após vencer 8 Stanley Cups em 11 temporadas. |
| 1979–80   | Al MacAdam                              | Minnesota North Stars   | Premiado por sua perseverança após marcar um recorde na carreira de 42 gols e 51 assistências, com total de 93 pontos. |
| 1980–81   | Blake Dunlop                            | St. Louis Blues         | Embora tenha sido uma estrela no hóquei júnior, ele apenas emergiu na Temporada 1980-81 da NHL, após ter sido recrutado na Temporada 1973-74 da NHL, ao marcar 20 gols e 67 assistências, com um total de 87 pontos. Foi premiado por sua perseverança.                                                                |
| 1981–82   | Glenn Resch                             | Colorado Rockies        | Premiado por sua perseverança, por ter dado mais confiança ao seu time de novos jogadores ao atuar como goleiro. |
| 1982–83   | Lanny McDonald                          | Calgary Flames          | Premiado por sua dedicação; ele foi trocado pela Liga inúmeras vezes, e quando chegou aos Flames, marcou 66 gols e 32 assistências para 98 pontos. |
| 1983–84   | Brad Park                               | Detroit Red Wings       | Premiado por sua dedicação ao hóquei. |
| 1984–85   | Anders Hedberg                          | New York Rangers        | Ele foi reconhecido por uma carreira dedicada, e diferentemente de outros jogadores, também por uma temporada excepcional. |
| 1985–86   | Charlie Simmer                          | Boston Bruins           | Superou uma lesão grave de ligamentos no joelho para marcar 60 pontos. |
| 1986–87   | Doug Jarvis                             | Hartford Whalers        | Premiado após superar o recorde de Garry Unger de jogos sucessivos disputados, com 914 jogos. |
| 1987–88   | Bob Bourne                              | Los Angeles Kings       | Premiado por representar as qualidades de dedicação e perseverança. |
| 1988–89   | Tim Kerr                                | Philadelphia Flyers     | Ele retornou para marcar 48 gols e 40 assistências para 88 pontos em 69 jogos após superar lesões graves de ombro e joelho, além de meningite asséptica na temporada anterior. |
| 1989–90   | Gord Kluzak                             | Boston Bruins           | Tentou superar graves lesões no joelho, mas após jogar duas partidas após sua 10ª operação no joelho, ele se aposentou. |
| 1990–91   | Dave Taylor                             | Los Angeles Kings       | Jogou todas suas 17 temporadas com os Kings, e foi coroado por sua dedicação. |
| 1991–92   | Mark Fitzpatrick                        | New York Islanders      | Superou uma Síndrome da Eosinofilia-Mialgia, uma doença que poderia matá-lo, e retornou à NHL. |
| 1992–93   | Mario Lemieux                           | Pittsburgh Penguins     | Marcou 69 gols e 91 assistências para 160 pontos, apesar de ter perdido 24 jogos por causa de Linfoma de Hodgkin |
| 1993–94   | Cam Neely                               | Boston Bruins           | Premiado por "reconhecimento aos seus numerosos esforços para retornar à NHL após lesões que ameaçaram sua carreira"; todavia, ele se aposntou após a temporada 1995-96 da NHL por causa delas. |
| 1994–95   | Pat LaFontaine                          | Buffalo Sabres          | Superou uma série de lesões na cabeça. |
| 1995–96   | Gary Roberts                            | Calgary Flames          | Recuperou-se de forma bem-sucedida de uma cirurgia para corrigir o osso e lesões de nervo. |
| 1996–97   | Tony Granato                            | San Jose Sharks         | Superou uma lesão no cérebro que poderia ter terminado sua carreira na 1995-96 para marcar 25 gols na Temporada 1996-97 da NHL. |
| 1997–98   | Jamie McLennan                          | St. Louis Blues         | Superou uma Meningite bacteriana. |
| 1998-99   | John Cullen                             | Tampa Bay Lightning     | Superou um Linfoma não-Hodgkin |
| 1999–2000 | Ken Daneyko                             | New Jersey Devils       | Superou o alcoolismo. |
| 2000–01   | Adam Graves                             | New York Rangers        | Premiado por sua dedicação em todos os lugares ao hóquei no gelo. |
| 2001–02   | Saku Koivu                              | Montreal Canadiens      | Superou um Linfoma não-Hodgkin. |
| 2002–03   | Steve Yzerman                           | Detroit Red Wings       | Eventualmente superou severos problemas de saúde, mas jogou apenas uma pequena parte da temporada 2002-03. |
| 2003–04   | Bryan Berard                            | Chicago Blackhawks      | Superou uma lesão no olho que o levou a ser considerado legalmente cego. |
| 2004–05   | Locaute da NHL de 2004–05; sem vencedor | -                       | - |
| 2005–06   | Teemu Selanne                           | Mighty Ducks of Anaheim | Superou uma grande cirurgia no joelho para marcar 90 pontos (40 gols e 50 assistências) |
| 2006-07   | Phil Kessel                             | Boston Bruins           | Perdeu 12 jogos por causa de um câncer testicular no meio da temporada. |
| 2007–08   | Jason Blake                             | Toronto Maple Leafs     | Foi diagnosticado com leucemia mielóide crônica mas ainda jogou os 82 jogos da temporada regular. |
| 2008–09   | Steve Sullivan                          | Nashville Predators     | Jogou 41 partidas nessa temporada após ficar de fora por quase 2 anos devido a um disco fragmentado em suas costas, e à virilha distendida. |
| 2009–10   | Jose Theodore                           | Washington Capitals     | Teve sua melhor temporada desde 2001–02 após a morte de seu filho Chase em 2009 por complicações devido a seu parto prematuro. |
| 2010–11   | Ian Laperriere                          | Philadelphia Flyers     | Diagnosticado com sintomas de concussão após bloquear um disco no rosto durante os playoffs de 2010; não jogou novamente, mas continou a servir o time. |
| 2011-12   | Max Pacioretty                          | Montreal Canadiens      | Não jogou em 2010-11 após uma batida que lhe rendeu concussão e fratura na vértebra. Voltou em 2011-12 para sua temporada mais produtiva (33 gols e 32 assistências). |
| 2012-13   | Josh Harding                            | Minnesota Wild          | Não sofreu gols em seu primeiro jogo após ser diagnosticado com esclerose múltipla na folga, perdeu 33 jogos até voltar no final da temporada e jogar 5 partidas nos playoffs. |
| 2013-14   | Dominic Moore                           | New York Rangers        | Voltou à NHL na temporada 2013–14 após 18 meses ausente, no qual cuidou de sua esposa Katie após esta ser diagnosticada com um raro câncer de fígado e morrer em janeiro de 2013. |
| 2014-15   | Devan Dubnyk                            | Minnesota Wild          | Liderou o Wild do último lugar para os playoffs após chegar em uma troca, vencendo 27 partidas com média de 1.78 gols sofridos, 93,6% de defesas, e cinco jogos sem sofrer gols. O Wild foi seu quinto time em 2 temporadas.                                                                                           |
| 2015-16   | Jaromir Jagr                            | Florida Panthers        | Aos 44 anos, liderou seu time em pontos (tornando-se o mais velho a marcar 60) e foi segundo em gols, ajudando o Panthers a vencer sua divisão e voltar aos playoffs depois de 3 ausências. |
| 2016-17   | Craig Anderson                          | Ottawa Senators         | Ajudou seu time a chegar ás finais de conferência apesar de uma pausa no meio da temporada para cuidar de sua esposa, Nicholle, diagnosticada com câncer. |
| 2017-18   | Brian Boyle                             | New Jersey Devils       | Diagnosticado com leucemia mieloide no começo do campo de treinamento, voltou à NHL em Novembro e marcou 10 gols nos primeiros 25 jogos. |
| 2018-19   | Robin Lehner                            | New York Islanders      | Depois de revelar problemas com alcoolismo e transtorno bipolar, conseguiu seu melhor saldo de gols contra (e também desde os anos 80) com 2.13. |
| 2019-20   | Bobby Ryan                              | Ottawa Senators         | Depois de revelar problemas com alcoolismo e transtorno de estresse pós-traumático, voltou para a NHL marcando três gols no seu jogo de retorno. |
| 2020–21   | Oskar Lindblom                          | Philadelphia Flyers     | Após ser diagnosticado com sarcoma de Ewing durante a temporada 2019-20, voltou durante os playoffs, e jogou a temporada seguinte inteira. |
| 2021–22   | Carey Price                             | Montreal Canadiens      | Divulgou publicamente que buscou tratamento por vícios, e trabalhou por meses na recuperação de uma operação de joelho, antes de voltar para jogar 5 partidas no fim da temporada. |
| 2022–23   | Kris Letang                             | Pittsburgh Penguins     | Sofreu seu segundo derrame, depois de um em 2014. Voltou a jogar 12 dias depois. Adicionalmente, perdeu jogos por um pé quebrado e a morte de seu pai no mesmo mês, voltando a jogar semanas depois. |
| 2023–24   | Connor Ingram                           | Arizona Coyotes         | Quase se aposentou em 2021 por depressão clínica e transtorno obsessivo-compulsivo, antes de entrar no NHL Player Assistance Program. Liderou a liga em jogos sem sofrer gols em 2023–24 e foi eleito melhor jogador da semana em Dezembro, depois de vencer os últimos quatro vencedores da Copa Stanley em sucessão. |